# Borovice v Mařenicích
Borovice v Mařenicích je památná borovice lesní (Pinus sylvestris) se nalézá při silnici z obce Mařenice do obce Heřmanice v Podještědí, asi 1 km od Mařenic. Borovice je chráněna jako památný strom pro svůj vzrůst a jako krajinná dominanta.
- Evidenční číslo: 501011.1/1
- Katastrální území: Mařenice
- Obvod kmene: 205 cm